# Helicodontiadelphus
Helicodontiadelphus là một chi rêu trong họ Brachytheciaceae.